# Mistrzostwa Ibero-Amerykańskie w Lekkoatletyce 2018
18. Mistrzostwa Ibero-Amerykańskie w Lekkoatletyce – zawody lekkoatletyczne, które odbyły się w dniach 24-26 sierpnia 2018 w Trujillo.

## Rezultaty

### Mężczyźni
| Konkurencja                   | 1. miejsce                                                                                     | Wynik      | 2. miejsce                                                                  | Wynik      | 3. miejsce                                                                 | Wynik      |
| ----------------------------- | ---------------------------------------------------------------------------------------------- | ---------- | --------------------------------------------------------------------------- | ---------- | -------------------------------------------------------------------------- | ---------- |
| Bieg na 100 m                 | Paulo André de Oliveira                                                                        | 10,27      | Jorge Vides                                                                 | 10,27      | Reynier Mena                                                               | 10,47      |
| Bieg na 200 m                 | Jorge Vides                                                                                    | 20,34      | Aldemir da Silva Junior                                                     | 20,42      | Nery Brenes                                                                | 20,88      |
| Bieg na 400 m                 | Lucas Carvalho                                                                                 | 45,92      | Nery Brenes                                                                 | 46,27      | Ricardo dos Santos                                                         | 46,45      |
| Bieg na 800 m                 | Thiago André                                                                                   | 1:46,73    | Andrés Arroyo                                                               | 1:47,62    | Alejandro Peirano                                                          | 1:48,62    |
| Bieg na 1500 m                | Llorenç Sales                                                                                  | 3:48,27    | Thiago André                                                                | 3:48,48    | Alfredo Santana                                                            | 3:49,50    |
| Bieg na 3000 m                | Altobeli da Silva                                                                              | 7:57,52    | Alfredo Santana                                                             | 8:01,20    | José Luis Rojas                                                            | 8:04,00    |
| Bieg na 5000 m                | José Luis Rojas                                                                                | 13:42,38   | Juan Antonio Pérez                                                          | 13:48,02   | Luis Ostos                                                                 | 13:48,57   |
| Bieg na 3000 m z przeszkodami | Altobeli da Silva                                                                              | 8:35,57    | Daniel Arce                                                                 | 8:36,33    | Yuri Labra                                                                 | 8:41,29    |
| Bieg na 110 m przez płotki    | Gabriel Constantino                                                                            | 13,61      | Javier McFarlane                                                            | 14,04      | Agustín Carrera                                                            | 14,16      |
| Bieg na 400 m przez płotki    | Márcio Teles                                                                                   | 49,64      | Gerald Drummond                                                             | 49,80      | Leandro Zamora                                                             | 49,85      |
| Sztafeta 4 × 100 m            | Brazylia Gabriel Constantino · Jorge Vides · Aldemir da Silva Júnior · Paulo André de Oliveira | 38,78      | Paragwaj Fredy Maidana · Christopher Ortiz · Giovanni Díaz · Nilo Duré      | 39,99      | Peru Fabricio Mautino · Andy Martínez · Luis Iriarte · Fabricio Vizcarra   | 40,69      |
| Sztafeta 4 × 400 m            | Chile Enzo Faulbaum · Alejandro Peirano · Rafael Muñoz · Alfredo Sepúlveda                     | 3:10,77    | Ekwador Carlos Perlaza · Ian Corozo · Emerson Alejandro Chala · David Cetre | 3:11,73    | Peru Luis Iriarte · Pierre Lizarazburu · Marco Vilca · Paulo César Herrera | 3:15,59    |
| Chód na 20 000 m              | Mauricio Arteaga                                                                               | 1:22:18,16 | César Augusto Rodríguez                                                     | 1:23:22,96 | Juan Manuel Cano                                                           | 1:24:07,00 |
| Skok wzwyż                    | Carlos Layoy                                                                                   | 2,21       | Talles Frederico Silva                                                      | 2,21       | Fernando Ferreira                                                          | 2,10       |
| Skok o tyczce                 | Augusto de Oliveira                                                                            | 5,40       | Germán Chiaraviglio                                                         | 5,20       | Didac Salas                                                                | 5,10       |
| Skok w dal                    | José Luis Mandros                                                                              | 7,87       | Daniel Pineda                                                               | 7,81       | Emiliano Lasa                                                              | 7,79       |
| Trójskok                      | Cristian Nápoles                                                                               | 16,81      | Pablo Torrijos                                                              | 16,74      | Alexsandro Melo                                                            | 15,94      |
| Pchnięcie kulą                | Darlan Romani                                                                                  | 20,74      | Tsanko Arnaudov                                                             | 19,34      | Eduardo Espín                                                              | 16,13      |
| Rzut dyskiem                  | Mauricio Ortega                                                                                | 60,49      | Juan José Caicedo                                                           | 58,68      | Douglas dos Reis                                                           | 56,91      |
| Rzut młotem                   | Javier Cienfuegos                                                                              | 74,71      | Joaquín Gómez                                                               | 74,64      | Roberto Sawyers                                                            | 73,16      |
| Rzut oszczepem                | Arley Ibargüen                                                                                 | 75,50      | Francisco Muse                                                              | 73,10      | Giovanni Díaz                                                              | 71,11      |
| Dziesięciobój                 | Felipe dos Santos                                                                              | 7663 pkt.  | Sergio Pandiani                                                             | 7293 pkt.  | Miguel Monsalve                                                            | 5785 pkt.  |

### Kobiety
| Konkurencja                   | 1. miejsce                                                                      | Wynik     | 2. miejsce                                                                        | Wynik     | 3. miejsce                                                                    | Wynik         |
| ----------------------------- | ------------------------------------------------------------------------------- | --------- | --------------------------------------------------------------------------------- | --------- | ----------------------------------------------------------------------------- | ------------- |
| Bieg na 100 m                 | Vitória Cristina Rosa                                                           | 11,33     | Ángela Tenorio                                                                    | 11,36     | Rosângela Santos                                                              | 11,44         |
| Bieg na 200 m                 | Vitória Cristina Rosa                                                           | 22,90     | Rosângela Santos                                                                  | 23,92     | Gabriela Suárez                                                               | 24,07         |
| Bieg na 400 m                 | Cátia Azevedo                                                                   | 52,26     | Geisa Coutinho                                                                    | 52,57     | Laura Bueno                                                                   | 52,80         |
| Bieg na 800 m                 | Esther Guerrero                                                                 | 2:04,55   | Déborah Rodríguez                                                                 | 2:06,19   | Natalia Romero                                                                | 2:06,54       |
| Bieg na 1500 m                | Solange Pereira                                                                 | 4:18,31   | María Pía Fernández                                                               | 4:18,65   | Mariana Borelli                                                               | 4:20,74       |
| Bieg na 3000 m                | María Pía Fernández                                                             | 9:16,16   | Tatiane Raquel da Silva                                                           | 9:18,39   | Florencia Borelli                                                             | 9:19,09       |
| Bieg na 5000 m                | Luz Mery Rojas                                                                  | 16:08,77  | Saida Meneses                                                                     | 16:09,75  | Nuria Lugeros                                                                 | 16:22,71      |
| Bieg na 3000 m z przeszkodami | Tatiane Raquel da Silva                                                         | 9:48,40   | María José Pérez                                                                  | 9:55,63   | Belén Casetta                                                                 | 10:07,20      |
| Bieg na 100 m przez płotki    | Andrea Vargas                                                                   | 13,04     | Maribel Caicedo                                                                   | 13,63     | Rayane Santos                                                                 | 13,68         |
| Bieg na 400 m przez płotki    | Fiorella Chiappe                                                                | 56,25     | Daniela Rojas                                                                     | 57,53     | Valeria Cabezas                                                               | 57,74         |
| Sztafeta 4 × 100 m            | Peru Gabriela Delgado · Triana Alonso · Diana Bazalar · Paola Mautino           | 46,76     | Ekwador Maribel Caicedo · Ángela Tenorio · Gabriela Suárez · Marina Poroso        | 46,94     | Boliwia Alinny Delgadillo · Guadalupe Torrez · Danitza Avila · Valeria Quispe | 47,39         |
| Sztafeta 4 × 400 m            | Portugalia Rivinilda Mentai · Joceline Monteiro · Cátia Azevedo · Dorothé Évora | 3:36,49   | Argentyna María Ayelén Diogo · Valeria Barón · Noelia Martínez · Fiorella Chiappe | 3:36,99   | Hiszpania Natalia Romero · Solange Pereira · Esther Guerrero · Laura Bueno    | 3:38,32       |
| Chód na 10 000 m              | Sandra Arenas                                                                   | 42:02,99  | Kimberly García                                                                   | 42:56,97  | Glenda Morejón                                                                | 44:12,75      |
| Skok wzwyż                    | María Fernanda Murillo                                                          | 1,84      | Lorena Aires                                                                      | 1,81      | Candy Toche                                                                   | 1,70          |
| Skok o tyczce                 | Juliana Campos                                                                  | 4,40      | Maialen Axpe                                                                      | 4,20      | Katherine Castillo                                                            | 4,20          |
| Skok w dal                    | Juliet Itoya                                                                    | 6,73      | Eliane Martins                                                                    | 6,66      | Fátima Diame                                                                  | 6,51          |
| Trójskok                      | Yosiri Urrutia                                                                  | 14,14     | Susana Cortez                                                                     | 13,76     | Silvana Segura                                                                | 13,46         |
| Pchnięcie kulą                | Geísa Arcanjo                                                                   | 18,10     | Keely Medeiros                                                                    | 16,64     | Ivana Gallardo                                                                | 15,05         |
| Rzut dyskiem                  | Andressa de Morais                                                              | 62,02     | Fernanda Martins                                                                  | 60,14     | Irina Rodrigues                                                               | 58,86         |
| Rzut młotem                   | Jennifer Dahlgren                                                               | 68,89     | Rosa Rodríguez                                                                    | 67,93     | Berta Castells                                                                | 66,68         |
| Rzut oszczepem                | María Lucelly Murillo                                                           | 59,51     | Arantza Moreno                                                                    | 59,37     | Laila e Silva                                                                 | 58,24         |
| Siedmiobój                    | Ana Camila Pirelli                                                              | 5879 pkt. | Luisarys Toledo                                                                   | 5791 pkt. | nie przyznano                                                                 | nie przyznano |

## Klasyfikacja medalowa
Kolorem niebieskim oznaczono kraj organizujący mistrzostwa.
| Miejsce | Państwo    | Złoto | Srebro | Brąz | Razem |
| ------- | ---------- | ----- | ------ | ---- | ----- |
| 1.      | Brazylia   | 18    | 10     | 6    | 34    |
| 2.      | Kolumbia   | 6     | 0      | 2    | 8     |
| 3.      | Hiszpania  | 5     | 6      | 7    | 18    |
| 4.      | Peru       | 4     | 4      | 8    | 16    |
| 5.      | Argentyna  | 3     | 4      | 5    | 12    |
| 6.      | Portugalia | 2     | 2      | 2    | 6     |
| 7.      | Ekwador    | 1     | 5      | 3    | 9     |
| 8.      | Kostaryka  | 1     | 3      | 2    | 6     |
| 9.      | Urugwaj    | 1     | 3      | 1    | 5     |
| 10.     | Chile      | 1     | 2      | 2    | 5     |
| 11.     | Paragwaj   | 1     | 1      | 1    | 3     |
| 12.     | Kuba       | 1     | 0      | 2    | 3     |
| 13.     | Portoryko  | 0     | 2      | 1    | 3     |
| 14.     | Wenezuela  | 0     | 2      | 0    | 2     |
| 15.     | Boliwia    | 0     | 0      | 1    | 1     |
| Razem   | Razem      | 44    | 44     | 43   | 131   |